# Elmar Harbrecht
Elmar Harbrecht (* 24. Februar 1969 in Stendal) ist ein ehemaliger deutscher Volleyballspieler und heutiger Volleyball- und Beachvolleyballtrainer.

## Karriere als Spieler
Elmar Harbrecht spielte Volleyball auf der Mittelblockposition. Er absolvierte 26 Länderspiele für die DDR und spielte sieben Jahre in der Bundesliga für Post Telekom Berlin und später in der Zweiten Bundesliga für VC Fortuna Kyritz und Netzhoppers Königs Wusterhausen. Mit Matthias Kuring nahm er 1995 am Beach-Weltturnier in Berlin teil.

## Karriere als Trainer
Harbrecht ist seit 1997 Trainer und Co-Trainer bei Jugend- und Junioren-Nationalteams (VC Olympia Berlin) und anderen Mannschaften in der Halle. Von 2001 bis 2008 war er Trainer des Beachvolleyball-Olympiastützpunkts Berlin. Die von Harbrecht betreuten Beach-Teams errangen zahlreiche Medaillen bei Welt- und Europameisterschaften. Von 2009 bis 2018 war er Bundestrainer des deutschen Beach-Nachwuchses U20/U21.

## Privates
Elmar Harbrecht ist seit 2011 mit der Beachvolleyballspielerin Katrin Holtwick verheiratet.